# Parque Natural Văcărești
El Parque Natural Văcărești (en rumano: Parcul Natural Văcărești) es un parque natural ubicado en el Sector 4 de Bucarest, Rumania, que contiene los humedales que rodean el lago Văcărești.

## Historia
Con unas 190 hectáreas (469,5 acre) de superficie, el área donde se encuentra el parque era parte de una gran zona pantanosa en las afueras de Bucarest. Al oeste se encontraba la zona conocida como el "valle del llanto", que fue el vertedero de basura de Bucarest entre guerras.
Gran parte de la zona pantanosa que rodea el parque fue drenada por la Rumania comunista, construyendo un barrio de bloques de apartamentos, mientras que el "valle del llanto" se convirtió en el Parque Tineretului. 
El presidente Nicolae Ceaușescu quería construir un embalse que se llenaría con el río Argeș a través del lago Mihăilești. Por ello, se construyó una presa de hormigón para rodear el lago. Las pocas casas modestas ubicadas en esta zona fueron compradas por el Estado y demolidas. Los planes de desarrollo fueron abandonados tras la Revolución rumana de 1989 y la zona fue invadida por la naturaleza.
En 2003, el Ministerio de Medio Ambiente concedió la zona por 49 años a la Real Corporación Rumana por 6 millones de dólares. La empresa debía invertir más de mil millones de dólares en un complejo deportivo-cultural, pero no cumplió su parte del contrato.
Debido a que el área estuvo sin uso durante tanto tiempo, la vida vegetal y silvestre floreció dentro de los confines de la presa. Algunos consideran que la biodiversidad que aquí se encuentra actualmente es comparable a la de un pequeño delta de un río. Un estudio de 2013 contabilizó cientos de especies de plantas y 96 especies diferentes de aves.
El 5 de junio de 2014, la zona del lago Văcărești fue declarada área natural protegida y nombrada Parque Natural de Văcărești por el Gobierno de Rumania.
El Parque Natural Văcărești fue el escenario del documental de Radu Ciorniciuc de 2020 Acasă, My Home, que sigue a una familia que vivió en el parque durante 20 años.